# Didn't It Rain (Hugh Laurie)
Didn't It Rain è il secondo album discografico dell'attore e musicista Hugh Laurie.
Registrato negli studi della Ocean Way Recording di Los Angeles, l'album contiene numerose canzoni blues (come l'album precedente Let Them Talk). Tuttavia, rispetto all'album precedente, Laurie spazia in altri generi del sud degli Stati Uniti, come il Jazz, l'R&B, e il tango. Laurie oltre a cantare, suona il piano e la chitarra, mentre la Copper Bottom Band lo accompagna con altri strumenti; come in Let Them Talk, all'album partecipano, come ospiti, altri musicisti tra i quali Gaby Moreno, Jean McClain, e Taj Mahal.
Didn't It Rain è stato pubblicato il 6 maggio 2013, su iTunes è stata resa disponibile la prenotazione e il download digitale, mentre su Amazon è stato commercializzato il disco in vinile ed un'edizione speciale del CD in formato deluxe (Special Edition Bookpack).

## Tracce
1. The St. Louis Blues – 4:21
2. Junkers Blues – 2:55
3. Kiss of Fire – 3:27
4. Vicksburg Blues – 4:28
5. The Weed Smoker's Dream – 4:17
6. Wild Honey – 4:20
7. Send Me To The 'Lectric Chair – 5:26
8. Evenin' – 3:03
9. Didn't It Rain – 2:52
10. Careless Love – 5:21
11. One For My Baby – 4:00
12. I Hate A Man Like You – 4:17
13. Changes – 3:58

Traccia bonus iTunes:
1. Unchain My Heart – 3:41

Limited Edition Book pack:
Disco 2
1. Day & Night – 3:07
2. Junco Partner – 4:21
3. Louisiana Blues – 3:24
4. Staggerlee – 3:47
5. Unchain My Heart – 3:41